# Karel Skoupý

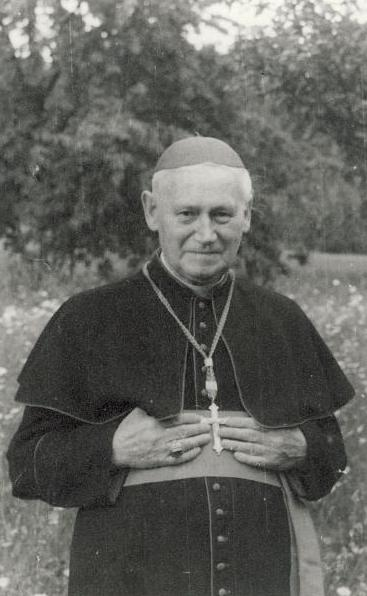
Karel Skoupý (1969)

Karel Skoupý (* 30. Dezember 1886 in Lipůvka; † 22. Januar 1972 in Brünn) war ein tschechischer Geistlicher und Bischof von Brünn.

## Leben
Skoupý studierte Philosophie und Katholische Theologie und erwarb den akademischen Grad eines Dr. theol. Am 16. Juli 1911 wurde er zum Priester geweiht.
Am 3. April 1946 wurde Karel Skoupy zum Bischof von Brünn nominiert und am 30. Juni 1946 päpstlich bestätigt. Zu seinen Anliegen gehörten u. a. die Priesterausbildung und die Förderung kirchlicher Schulen. Auf seine Veranlassung konnte 1947 in Brünn ein bischöfliches Gymnasium eröffnet werden.
Nach der Machtübernahme 1948 durch die Kommunisten wurde seine freie Amtsausübung eingeschränkt, und er musste staatliche Repressalien erdulden. 1950 wurde er inhaftiert und ab 1953 an verschiedenen geheimen Orten interniert und isoliert. Auch nach der Freilassung 1963 durfte er sein Amt nicht ausüben und musste in einem Caritasheim leben, wo er weiterhin von den staatlichen Sicherheitsdiensten überwacht wurde. Erst 1968 im Zuge der vorübergehenden politischen Liberalisierung durch den Prager Frühling konnte er sein Bischofsamt ausüben, wurde jedoch ab Anfang der 1970er Jahre wieder durch die staatlichen Behörden beobachtet und in seiner Freiheit eingeschränkt.
Nach seinem Tod wurde die Wiederbesetzung des Brünner Bischofsstuhls bis zum Fall des kommunistischen Regimes durch die Samtene Revolution 1990 verhindert.

## Bischofswappen

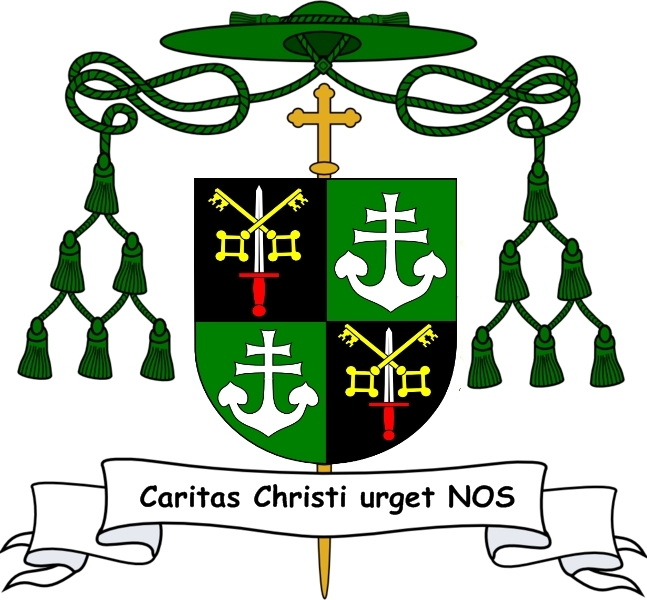
Wappen von Bischof Karel Skoupý

Das Wappen wird durch die Kreuzbalken vierfach geteilt. Feld 1 und 4 zeigen das Wappen des Bistums Brünn, auf schwarzem Grund zwei goldene gekreuzte Schlüssel und ein aufrecht stehendes Schwert mit silberner Klinge und rotem Griff. Feld 2 und 3 zeigen auf grünem Grund einen silbernen Anker mit Schaufeln als stilisierte Lindenblättern und das Patriarchenkreuz.
Sein Wahlspruch „Caritas Christi urget nos“ (Die Liebe Christi ermutigt uns).